# Rhizohypnum reptans
Rhizohypnum reptans là một loài Rêu trong họ Hypnaceae. Loài này được (Hedw.) Herzog miêu tả khoa học đầu tiên năm 1916.